# Cantone di Charny
Il Cantone di Charny è una divisione amministrativa dell'arrondissement di Auxerre e di Sens.
A seguito della riforma complessiva dei cantoni del 2014 è passato da 15 a 38 comuni.

## Composizione
Prima della riforma del 2014 comprendeva i comuni di:
- Chambeugle
- Charny
- Chêne-Arnoult
- Chevillon
- Dicy
- La Ferté-Loupière
- Fontenouilles
- Grandchamp
- Malicorne
- Marchais-Beton
- Perreux
- Prunoy
- Saint-Denis-sur-Ouanne
- Saint-Martin-sur-Ouanne
- Villefranche

Dal 2015 comprende i comuni di:
- Aillant-sur-Tholon
- Chambeugle
- Champvallon
- Chamvres
- Charny
- Chassy
- Chêne-Arnoult
- Chevillon
- Dicy
- La Ferté-Loupière
- Fleury-la-Vallée
- Fontenouilles
- Grandchamp
- Guerchy
- Laduz
- Malicorne
- Marchais-Beton
- Merry-la-Vallée
- Neuilly
- Les Ormes
- Paroy-sur-Tholon
- Perreux
- Poilly-sur-Tholon
- Prunoy
- Saint-Aubin-Château-Neuf
- Saint-Denis-sur-Ouanne
- Saint-Martin-sur-Ocre
- Saint-Martin-sur-Ouanne
- Saint-Maurice-le-Vieil
- Saint-Maurice-Thizouaille
- Saint-Romain-le-Preux
- Senan
- Sépeaux
- Sommecaise
- Villefranche
- Villemer
- Villiers-sur-Tholon
- Volgré